# 早馬山
早馬山（はやまさん）は、宮城県気仙沼市唐桑町の唐桑半島の中央に位置する山である。
麓と山頂には「早馬さん」として古くから信仰を集める早馬神社がある。山頂の展望台まで遊歩道が整備されている。山頂からは、東に太平洋の大海原、広田湾、巨釜半造、西には美しい唐桑瀬戸、南に大島などを眺めることができるほか、カタクリをはじめとする四季折々の草花の観察も楽しめる。

## 歴史

### ハヤマ信仰
縄文の昔から、死によって肉体は滅んでも霊魂は決して滅ぶことなく、人の死後、肉体をさった霊魂は山に昇り子孫を見守ってくれるものと信じられてきた。ハヤマは、他に葉山・麓山・端山・羽山などの字が当てられ、故人の居住地から程近い場所に見えるシンボリックな里山で、亡くなった人が最初に登る山ゆえ、篤い信仰を集めたと考えられる。祖先の霊は年月を経ることによってやがて神になり、その神が里の子孫の暮らしを守ることから「作神信仰」となり、豊漁豊作の信仰を集めることになった。

### 早馬神社
建保5年(1217年)、鎌倉から下った梶原景時の兄、梶原景実（専光房良暹）が石浜（唐桑町）に梶原神社を建て、その2年後、専光房の猶子となった一族の梶原景茂（景時の三男）の子である大和守景永（やまとのかみ けいえい）と共に早馬山の山頂に早馬神社（奥宮）を建立し、以来連綿と梶原氏直系子孫が宮司を務めている。

## 中継局概要

### デジタル放送
| リモコンキーID | 放送局名          | 物理チャンネル | 空中線電力 | ERP   | 放送対象地域 | 放送区域内世帯数 |
| -------------- | ----------------- | -------------- | ---------- | ----- | ------------ | ---------------- |
| 1              | TBC東北放送       | 32ch           | 300mW      | 930mW | 宮城県       | 1531世帯         |
| 2              | NHK仙台教育テレビ | 44ch           | 300mW      | 930mW | 全国放送     | 1531世帯         |
| 3              | NHK仙台総合テレビ | 41ch           | 300mW      | 930mW | 宮城県       | 1531世帯         |
| 4              | MMTミヤギテレビ   | 35ch           | 300mW      | 930mW | 宮城県       | 1531世帯         |
| 5              | KHB東日本放送     | 39ch           | 300mW      | 930mW | 宮城県       | 1531世帯         |
| 8              | OX仙台放送        | 34ch           | 300mW      | 930mW | 宮城県       | 1531世帯         |

- 2009年9月15日に予備免許交付、10月下旬から試験放送実施、11月27日に本免許交付、11月30日から本放送開始。